# Sayamia
Sayamia is een geslacht van kreeftachtigen uit de klasse van de Malacostraca (hogere kreeftachtigen).

## Soorten
- Sayamia bangkokensis (Naiyanetr, 1982)
- Sayamia germaini (Rathbun, 1902)
- Sayamia maehongsonensis (Naiyanetr, 1987)
- Sayamia melanodactylus Ng, 1997
- Sayamia sexpunctata (Lanchester, 1906)